# David Vokrouhlický

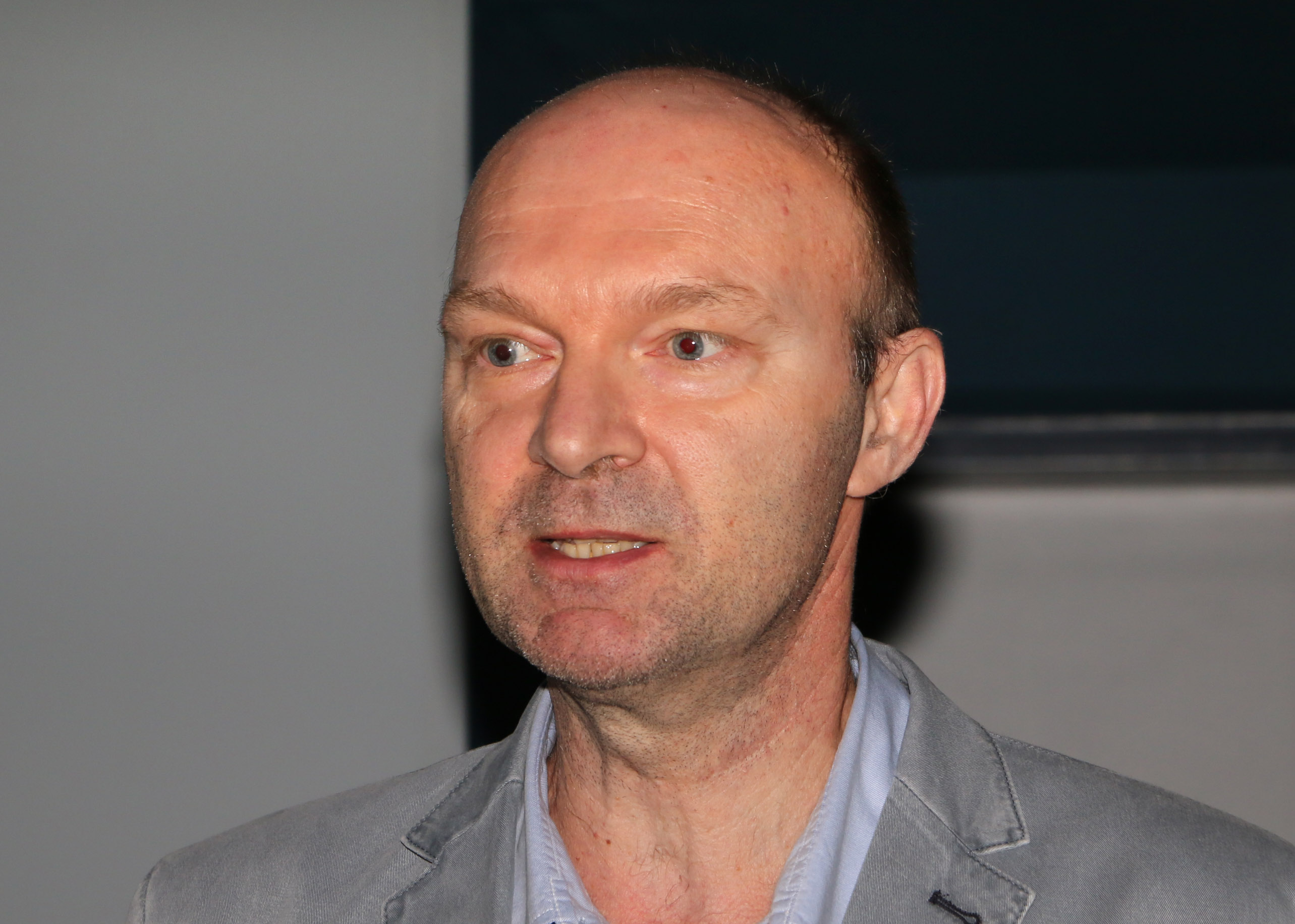
David Vokrouhlický, 2019

David Vokrouhlický (* 7. Mai 1966) ist ein tschechischer Astronom, der Professor für Astronomie an der Karls-Universität in Prag ist. Nach ihm ist der Asteroid des inneren Hauptgürtels (7631) Vokrouhlický benannt.

## Leben
Vokrouhlický trägt den akademischen Titel Doktor der Naturwissenschaften (RNDr.), studierte 1980 bis 1984 am Doppler-Gymnasium in Prag mit erweitertem Mathematik- und Physikunterricht und begann nach seinem Abschluss ein Studium der Physik und Astronomie an der Fakultät für Mathematik und Physik der Karls-Universität. Nach seinem Abschluss 1989 war er Forschungsaspirant am Astronomischen Institut der Karls-Universität, wo er 1992 seine Doktorarbeit und 1999 seine Dissertation durchführte. 2000 erhielt er seine Habilitation an der IFF der Karls-Universität und arbeitet am Astronomischen Institut der Karls-Universität als Forscher und Universitätsprofessor.

## Wirken
Auf Researchgate, einem kommerziellen sozialen Netzwerk einer Wissenschaftsdatenbank für Forscher, sind 340 Publikationen von David Vokrouhlický gelistet.
Vokrouhlickýs Forschungen befassen sich mit der Astrophysik von Schwarzen Löchern, relativistische Himmelsmechanik und Raumdynamik. Er beschäftigt sich zurzeit mit thermischen Effekten, die die Bewegung von Asteroiden beeinflussen, sowie der Erkennung von Jarkowski-Effekten und YORP-Effekten. Er ist Mitorganisator des IAU-Symposiums Nr. 236 mit dem Titel Near Earth Objects.
Vokrouhlický ist Mitglied der Internationalen Astronomische Union, zurzeit Mitglied der Division A Fundamental Astronomy.
2014 erhielt er den Farinella-Preis, der nach Paolo Farinella (1953–2000) benannt ist, in dessen vierter Ausgabe. Er erhielt den Preis, da er maßgeblich zu unserem Verständnis der Dynamik und Physik unseres Sonnensystems beigetragen hatte, einschließlich der Auswirkungen des Drucks durch Sonnenstrahlung auf die Umlaufbahnen von Asteroiden und künstlichen Satelliten. Dieser Preis wird jährlich an einen Forscher vergeben, der nicht älter als 47 Jahre ist. David Vokrouhlický arbeitete in den 1990er-Jahren mit Paolo Farinella zusammen und entdeckte die volle Bedeutung des Jarkowski-Effekts.